# Fauquissart Military Cemetery
Fauquissart Military Cemetery is een Britse militaire begraafplaats met gesneuvelden uit de Eerste Wereldoorlog, gelegen in de Franse gemeente Laventie in het departement Pas-de-Calais. De begraafplaats werd ontworpen door William Cowlishaw en ligt een halve kilometer ten zuidwesten van Fauquissart, een gehucht van Laventie. Ze heeft een rechthoekig grondplan met een oppervlakte van 720 m². De toegang bestaat uit een natuurstenen poortgebouw met schilddak en een tweedelig metalen hekje. Het terrein wordt omgeven door een lage natuurstenen muur. Het Cross of Sacrifice staat centraal tegen de noordwestelijke muur. De begraafplaats wordt onderhouden door de Commonwealth War Graves Commission. 
Er worden 105 doden herdacht, waarvan er 19 niet geïdentificeerd konden worden.

## Geschiedenis
De begraafplaats werd in november 1914 door de 2nd Royal Berks en de 2nd Rifle Brigade gestart en bleef tot juni 1915 in gebruik.
Er liggen 105 Britten begraven. Voor 3 van hen werden Special Memorials opgericht omdat hun graven niet meer gelokaliseerd konden worden en men neemt aan dat ze zich onder de naamloze graven bevinden.
- soldaat Frederick A.E. Englefield diende bij het Royal Berkshire Regiment en was 17 jaar toen hij op 18 februari 1915 sneuvelde.